# Antiguo de Bages
Antich, Antíoco o Antiguo de Bages (c. siglo XV) —a veces confundido con su hijo, Juan Antich de Bages— fue un jurista aragonés de ascendencia catalana procedente de la comarca de Bages, en la actual provincia de Barcelona (España).
Ejerció como secretario de los reyes Alfonso V, Juan II y Fernando II de Aragón, además de ofrecer servicio a la reina doña María.

## Biografía
El jurista aragonés Antiguo de Bages, al que Félix de Latassa y Ortín y otros bibliógrafos llamaban erróneamente Juan Antich de Bages —nombre que corresponde al hijo, notario de caixa de Zaragoza por herencia materna— procedía de una familia de ascendencia catalana originaria de la comarca de Bages, en la actual provincia de Barcelona (España).
Destacó por sus funciones de secretario real para los monarcas Alfonso V, Juan II y Fernando II de Aragón. También prestó especial servicio a la reina doña María, quien le indujo trasladarse a Barcelona. Allí, Antich contrajo matrimonio con Gracia de Pitiellas, camarera de la reina.

## Obra
En 1437 escribió unas glosas a las Observancias, muy utilizadas por toda la doctrina aragonesa de los siglos XVI y siguientes. También fue autor de una compilación de los privilegios reales concedidos a Zaragoza y de una genealogía de los reyes de Sobrarbe y Aragón, que sirvió de base a la obra de Lucio Marineo Sículo publicada en 1509 por Jorge Cocci.